# 정신물리학
정신물리학(Psychophysics,精神物理學)는 물리적 자극과 이를 수용하는 또는 지각하는 관계를 연구하는 심리학의 한 분야이다. 초기의 실험심리학자들은 정신현상을 물리적으로 환원시켜 보고자 노력하였고 그 일환으로 물리적 자극과 감각경험의 관계를 밝히려는 정신물리학이 발전하게 되었다.
정신물리학은 지각시스템을 연구하고 응용하는 일반적인 방법이기도 하며 이상적 관찰자 분석이나 신호탐지이론에 많이 활용되고 있다.

## 정의
하나 혹은 그이상의 차원에서 변화하는 자극에 대한 실험대상의 경험이나 체계적인 행동에 미치는 영향에 대한 지각과정의 분석 연구이다.

## 역사
독일의 심리학자이며 물리학자인 페히너가 제창하였다. 1860년 구스타프 테어도어 페시너가 《정신물리학의 요소》(Elemente der Psychophysik)를 발표하면서 시작되었다. 그는 정신물리학이란 용어를 처음 썼으며 마음의 연구와 관련된 많은 이론을 연구하였다. 이후 에른스트 하인리히 베버와 빌헬름 분트와 같은 학자들에게 큰 영향을 주었다.
정신물리학 분야의 대표적 이론으로 신호탐지이론이 있다.

## 식역
페히너는 감각의 크기를 직접적으로 측정하는 것은 불가능하지만 식역(threshold)의 개념을 이용해 간접적 측정이 가능하다고 하였다.

### 절대식역
절대식역(absolute threshold)는 탐지할 수 있는 에너지 수준과 탐지할 수 없는 에너지 수준 사이의 분할점이다. 이는 특정자극에 대한 민감성의 한계를 나타내며 외부환경을 인식하는데 있어 관문이다. 고전적 정신물리학에서는 특정 자극과 특정 유기체에는 절대식역이 존재하며, 탐지와 비탐지의 경계가 불연속적인것을 가정하였으나 이후 실험을 통해 자극의 강도를 점차 높이면서 탐지수행을 측정할 결과 탐지확률이 연속적으로 증가한다고 밝혀졌다. 이를 근거로 절대식역을 탐지확률이 50%인 자극강도로 정의한다. 예를 들어 어둡고 맑은 밤에 약 48km 앞에서 비친 촛불은 시각 감각양식의 절대식역이다.

### 차이식역
차이식역(difference threshold)이란 감각적으로 변별 가능한 최소한의 물리적 자극의 변화량을 의미한다. 보통 최소가지차(just noticeable difference: JND)로 나타낸다. 예를 들어 표준 자극의 무게에서 어느 정도 무게를 더 첨가하면 두 자극의 무게가 다르게 느껴지는데 표준자극과 최소가지차의 비율은 상당히 안정된 상수값을 가지며 이것을 베버의 법칙이라고 한다. 이는 탐지자가 자극의 절대량보다는 상대적인 차이나 변화에 더 민감하다는 것을 보여준다.

## 감각과 지각
정신물리학은 물리적 자극과 심리적 경험 사이의 양적 관계를 체계적으로 연구하는 학문이다. 이러한 맥락에서 마음과 신체 사이의 관계를 연구하고자 하였다. 이러한 예로는 청각의 경우 인간은 소리를 듣기 위해서는 물리적으로 생성되는 음파를 어떻게든 귀의 고막을 통해서 청각의 신경으로 전환시켜야만한다는 것이다. 물질세계에서의 소리가  분명히 존재함에도 불구하고 이와 상관없이 소리가 청각의 신경으로 전환되어 뇌에 전달되지 않는다면 인간은 소리를 들을수없다.

## 같이 보기
- 행동신경과학
- 음향심리학
- 생리심리학